# Puggala-pannyatti
A Puggala-pannyatti (magyarul: "Személyfogalmak") a hínajána iskolához tartozó páli kánon része, az Abhidhamma-pitaka hét könyve közül a negyedik. Magyar fordítása nem létezik. Az angol fordítása: A Designation of Human Types, Ez a könyv formálisan meghatározza a különféle személyiségeket. 10 fejezetből áll: az első a pár nélküli személyiségek fajtáival foglalkozik, a második a párba rendezhetőkkel, a harmadik a hármas csoportba rendezhetőkkel, és így tovább egészen tízig.

## Értelmezése
Az Abhidhamma főleg az absztrakt valóságokat vizsgálja egyetemes szemszögből. Azonban az egyetemes szemszög nem elegendő ahhoz, hogy a jelenségek minden aspektusát jellemezhessük. Elkerülhetetlen a mindennapi nyelvben használt konvencionális fogalmak használata. Az Abhidhamma a konvencionális használat két fő típusát használja. Az első típus olyan fogalmakat takar, amelyek a valóságban is létező dolgokat fejeznek ki, míg a második típus olyan dolgokra vonatkozik, amelyek a valóságban nem léteznek. Az Abhidhamma első három könyve a jelenségek (dharma) mindenre kiterjedő, egyetemes igazságát vizsgálja részletes elemzések megtervezett rendszerén keresztül. A Puggala-pannyatti főleg a második csoporttal foglalkozik. Ebbe olyan jelenségek tartoznak, mint férfi, nő, isten, egyén stb., amelyeknek a valóságban nincs önálló létezésük, mégis a gondolatok kommunikációjához elengedhetetlenül szükségesek.

## Az Abhidhamma-pitaka hét könyve
- Dhamma-szanganí – Az eszmék rendszere
- Vibhanga – Elemzés (Részletezés)
- Dhátu-kathá – Érzékelemek (Értekezés az elemekről)
- Puggala-pannyatti – Személyfogalmak (Jellemtan)
- Kathá-vatthu – Vitapontok (szerzője a hagyomány szerint Moggaliputta Tissza)
- Jamaka – Párosítások
- Patthána – Okviszonyok